# Yuchis
Els yuchis o tsoyaha (també pronunciat euchee i uchee) són una tribu ameríndia. El seu nom prové del muskogi yutci  "allunyats de l'establiment". Absorbiren els westos de Savannah. La llengua yuchi es considera aïllada. Yuchi és interpretat habitualment com a "allà on viuen" or "situats allà." Llur endònim és coyaha o tsoyaha, que vol dir "fills del sol." Els shawnee els anomenen Tahokale, i en llengua cherokee Aniyutsi.

## Localització

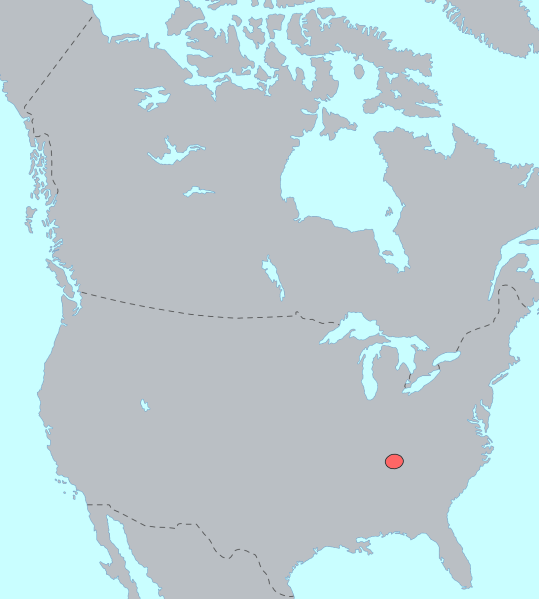
Territori original dels Yuchi

Vivien a l'Est de Tennessee i a l'oest de Geòrgia, a la desembocadura del Savannah. Actualment viuen als comtats de Creek i Okmulgee (Oklahoma), a les ciutats de Sapulpa i Bristow i Kellyville. Formen part de les tribus reconegudes federalment Nació Muscogee (Creek), Treibu Absentee Shawnee i de la Nació Cherokee. Els que fugiren a Florida s'uniren a la Tribu Seminola d'Oklahoma.

## Demografia
El 1650 potser eren uns 1.500, però baixaren a 400 el 1715 i el 1910 afirmaven que només hi havia 78 a Oklahoma amb els creek, que el 1930 sumaven 200 entre els creek. Cap al 1970 eren un miler. El 1980 eren uns 1.500, dels quals només 500 parlaven la llengua.
Segons el cens dels Estats Units del 2000, hi havia 302 yuchi purs, 114 barrejats amb altres tribus, 132 amb altres races i 35 amb altres races i tribus. En total, 583 individus.
Pel que fa a la seva llengua, el 1997 només en quedaven entre 17 i 19 parlants, i segons altres informes, només 10 el 2005.

## Costums
Llurs costums eren similars als de les altres tribus muskogi; també vivien en ciutats i tenien habitatges molt similars. Potser eren restes de siouan escindits dels catawba, barrejats amb muskogi. S'han distingit pel seu pertinaç manteniment d'identitat tribal.
Cada any, el Columbus College a Columbus, Georgia, i la Chattahoochie Indian Heritage Association, organitzen cada any un festival yuchi.

## Història

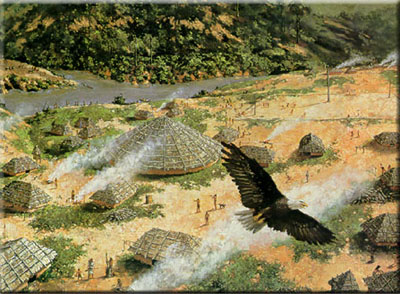
Vila Yuchi, pintada per Martin Pate (1990) d'una vila del, basada en dades arqueològiques. Es a l'àrea de l'actual Fort Benning, Geòrgia.

L'origen dels yuchis ha estat durant molt temps un misteri. La llengua yuchi no s'assembla gaire a qualsevol altre idioma natiu americà. En 1541, la tribu va ser documentat per l'Explorador espanyol Hernando de Soto com una poderosa tribu que vivia a l'actual Tennessee. Foren registrar en aquest moment com uchi, i també associats amb la tribu Chisca. Els registres colonials europeus des del segle xvii tingueren en compte els yuchis.
Pel 1630 es van establir-se als Apalatxes i el 1670 contactaren amb els anglesos, tot establint un bon corrent comercial amb Geòrgia. Hi ha evidències tant històriques com arqueològiques de diverses ciutats yuchis del segle xviii. Entre elles hi havia Chestowee al sud-est de Tennessee. El 1714, instigat per dos comerciants de pells de Carolina del Sud, el cherokees va atacar i va destruir Chestowee. Els cherokees estaven disposats a portar els seus atacs encara més als assentaments yuchi al riu Savannah, però el govern colonial de Carolina del Sud no va permetre els atacs. Els cherokees es va contenir. La destrucció de Chestowee va marcar el sorgiment dels cherokees com una potència important en el Sud-est.
Les viles yuchis també estan documentades a Geòrgia i Carolina del Sud, ja que la tribu havia emigrat allà per escapar de la pressió cherokee. La primera ciutat yuchi va ser "Mount Pleasant", vora el riu Savannah en l'actual comtat d'Effingham (Geòrgia), des del voltant de 1722 fins al voltant de 1750. Per aprofitar els avantatges del comerç, els britànics van establir un post comercial i una petita guarnició militar, a la qual van anomenar Mount Pleasant.
"Euchee Town" (o també Uche Town), un gran assentament en el riu Chattahoochee, ja fou documentat des de 1729. Era situat vora Euchee (o Uche) Creek unes deu milles riu avall de l'assentament muscogee-creek de la vella ciutat de Coweta. El naturalista William Bartram va visitar Euchee Town en 1778, i en les seves cartes la va considerar la més gran i més compacta ciutat índia que havia trobat, amb cases grans, ben construïdes. Benjamin Hawkins també va visitar la ciutat i va descriure els yuchis com a "més ordenats i laboriosos" que les altres tribus de la Confederació Creek. No obstant això, alguns yuchis començaren a desplaçar-se a la Florida, i durant la Guerra Creek de 1813-1814 molts es va unir als Bastons Vermells, encara que el seu cap Barnard Timpooche, fill d'un escocès i d'una yuchi, va ajudar els nord-americans amb 100 soldats a Camp Defiance. Euchee Town va decaure i alhora la tribu va esdevenir un dels més pobres de les comunitats Creek, guanyant una mala reputació. El jaciment arqueològic de la vila, designat Fita Històrica Nacional, es troba a les fronteres de l'actual Fort Benning, Geòrgia.
Els colonialistes registraren Patsiliga al riu Flint a finals del segle XVIII. Hi havia també altres possibles poblats yuchi al riu Oconee prop Uchee Creek al comtat de Wilkinson (Geòrgia), i a Brier Creek al comtat de Burke (Geòrgia) o al comtat de Screven (Geòrgia). Una ciutat yuchi estava situada a l'actual Silver Bluff al comtat d'Aiken (Carolina del Sud) de 1746 a 1751.
Durant el segle xviii els yuchis foren aliats dels britànics, amb els quals comerciaven cuirs de cérvol i esclaus indis. La població yuchi es va desplomar al segle xviii a causa de les malalties infeccioses europees, als quals no tenien immunitat, i per a la guerra amb els cherokees, que es movien pel seu territori i eren molt més poderosos. Després de la Guerra d'Independència dels Estats Units, els yuchis mantingueren estretes relacions amb la confederació creek. Alguns yuchis emigraren al sud de Florida juntament amb els creek, on es van convertir en part dels seminola.
En la dècada de 1830, el govern dels Estats Units va deportar als yuchis, juntament amb els muscogee-creek, d'Alabama i Geòrgia a Territori Indi (actual Oklahoma). Els yuchis es va instal·lar al nord i parts del nord-oest de la Nació Creek. Actualment encara hi ha tres pobles tribals yuchi fundats al segle XIX: Duck Creek, Polecat, i Sand Creek.